# 伍保忠

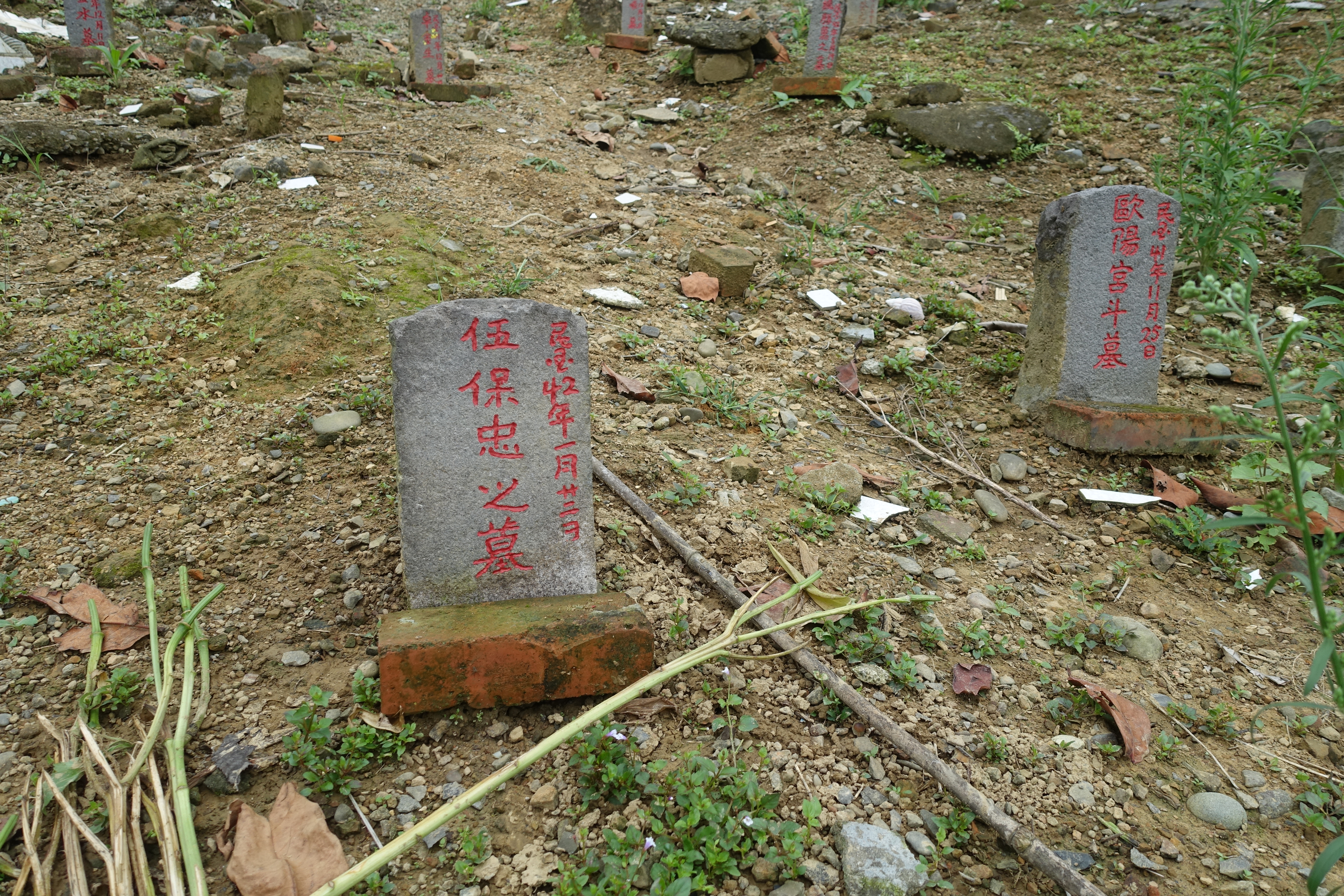
伍保忠之墓。

伍保忠（1909年—1953年1月18日），是一位出身臺灣南投東埔部落的布農族警察，也是六張犁亂葬崗中少數的原住民受難者之一。

## 生平
1952年，時任警察的伍保忠因被懷疑參與叛亂組織遭逮捕，後於羈押時病逝於淡水新生療養院。因此，判決不被受理，但判決書上仍記載：「伍保忠於（民國）38年夏，經王三派（大甲一帶某國校教員）誘惑參加台灣民主自治同盟。」同時，因他的死亡通知沒送達親屬手中，其遺體在無人認領下被埋葬於六張犁亂葬崗。

## 身後

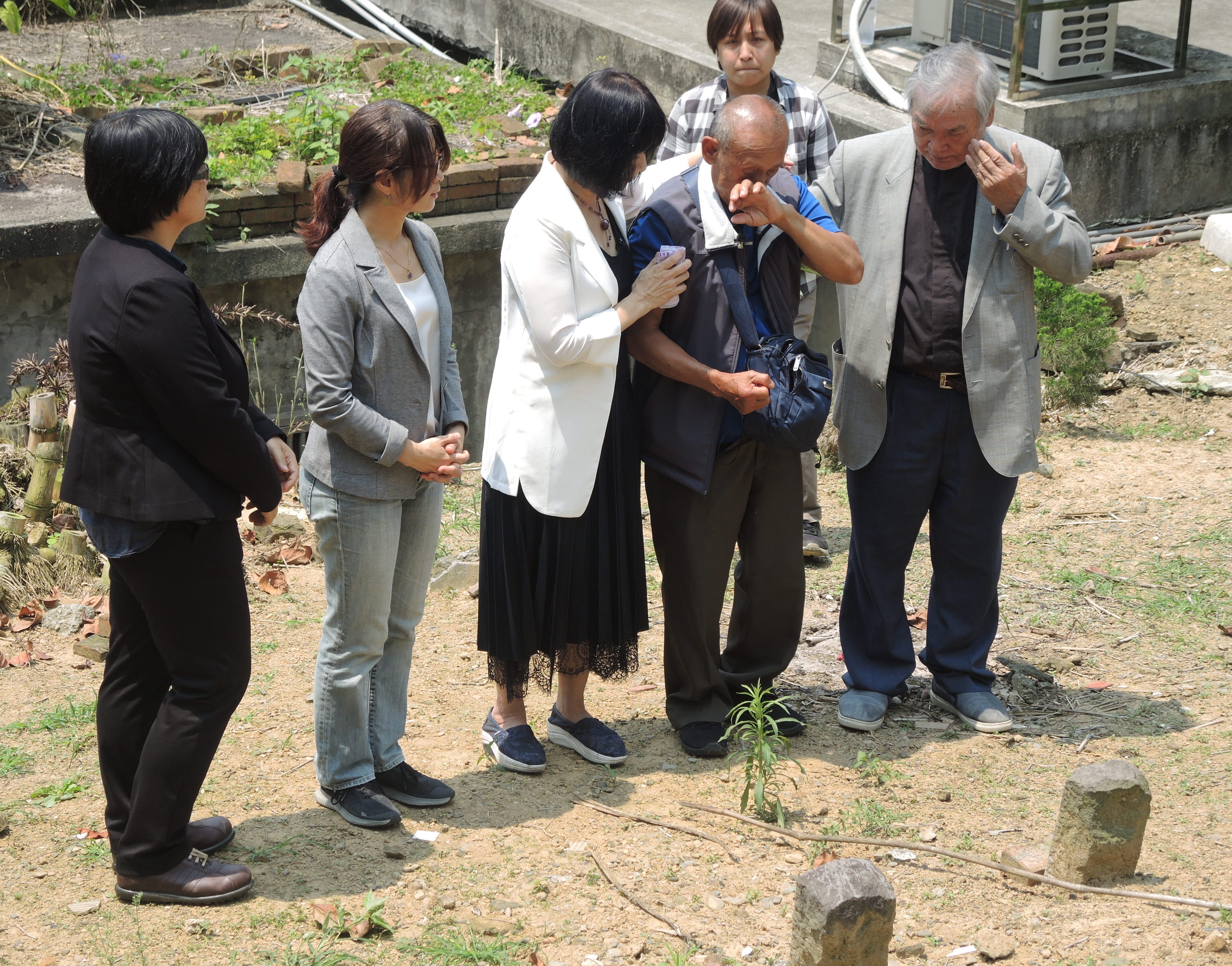
伍保忠之子伍金山(右二)在楊翠(中)等人陪同於六張犁亂葬崗首次見到其父親之墓碑而哭泣

2019年初，在東埔部落牧師伍錐將一封陳情信交予促進轉型正義委員會（簡稱「促轉會」）委員高天惠；隨後，該組織確認伍保忠、洪成、伍利3人是未曾被發現的戒嚴時期布農族政治案件受難者。
同年4月12日，高天惠帶著判決書、死亡證明等相關檔案，代表促轉會至東埔部落向其家屬說明案件經過及判決內容。月底，其遺腹子伍金山在促進轉型正義委員會代理主委楊翠及委員葉虹靈、彭仁郁等人陪同下尋得其墓；同時，他也是六張犁亂葬崗首位被發現的原住民族政治案件當事人。
在尋得其墓後，其子表示希望能將其遺骨帶回部落安葬，並透過完整葬禮讓族人知其已經返家，同時平反其罪名。

## 另見
- 中國共產黨臺中市工作委員會